# Zentralamerika- und Karibikspiele/Badminton
Badminton gehört bei den Zentralamerika- und Karibikspielen zu den Sportarten, die nicht seit der ersten Austragung im Programm der Spiele sind, sondern erst kurz vor Ende des zweiten Jahrtausends in das Programm aufgenommen wurden.

## Die Sieger und Platzierten
| Saison | Herreneinzel         | Dameneinzel                | Herrendoppel                             | Damendoppel                       | Mixed                                |
| ------ | -------------------- | -------------------------- | ---------------------------------------- | --------------------------------- | ------------------------------------ |
| 1990   | Fernando de la Torre | María de la Paz Luna Félix | Ernesto de la Torre Fernando de la Torre | Maria Leyow Terry Leyow-Walker    | Robert Richards Maria Leyow          |
| 1993   | Kenneth Erichsen     | Norma Hernandez            | Moises Altalef Raúl Martínez             | Gabriela Melgoza Norma Hernandez  | Argyle Maynard Caroline Vaughn       |
| 1998   | ohne Badminton       | ohne Badminton             | ohne Badminton                           | ohne Badminton                    | ohne Badminton                       |
| 2002   | Pedro Yang           | Nigella Saunders           | Erick Anguiano Pedro Yang                | Terry Leyow Nigella Saunders      | Charles Pyne Nigella Saunders        |
| 2006   | Kevin Cordón         | Solángel Guzmán            | Erick Anguiano Pedro Yang                | Marisol Dominguez Naty Rangel     | Ilian Perez Solángel Guzmán          |
| 2010   | Kevin Cordón         | Victoria Montero           | Kevin Cordón Rodolfo Ramírez             | Cynthia González Victoria Montero | Garron Palmer Alya Lewis             |
| 2014   | Kevin Cordón         | Haramara Gaitan            | Kevin Cordón Anibal Marroquín            | Haramara Gaitan Sabrina Solis     | Osleni Guerrero Taymara Oropesa      |
| 2018   | Kevin Cordón         | Haramara Gaitan            | Gareth Henry Samuel Ricketts             | Taymara Oropesa Yeily Ortiz       | Osleni Guerrero Adriana Artiz Ataury |
| 2023   | Luis Ramón Garrido   | Haramara Gaitan            | Aníbal Marroquín Jonathan Solís          | Miriam Rodríguez Romina Fregoso   | Luis Montoya Miriam Rodríguez        |